# Parkeisenbahn der Île de Loisirs du Port aux Cerises
| Socofer-Diesellokomotive |                     |                                             |                                             |
| Streckenverlauf |                     |                                             |                                             |
| Streckenlänge: | 2,25 km             |                                             |                                             |
| Spurweite: | 600 mm (Schmalspur) |                                             |                                             |
| |                     |                                             |                                             |
| \| \| 0 \| Gare de la Baignade Chemin des Mousseaux \| Gare de la Baignade Chemin des Mousseaux \| \| \| \| Gare du Centre Rue du Port aux Cerises \| \| \| \| 2,25 \| Gare du Port Rond-Point des Français Libres \| Gare du Port Rond-Point des Français Libres \| |                     |                                             |                                             |
| Kopfbahnhof Streckenanfang | 0                   | Gare de la Baignade Chemin des Mousseaux    | Gare de la Baignade Chemin des Mousseaux    |
| Bahnhof |                     | Gare du Centre Rue du Port aux Cerises      | Gare du Centre Rue du Port aux Cerises      |
| Kopfbahnhof Streckenende | 2,25                | Gare du Port Rond-Point des Français Libres | Gare du Port Rond-Point des Français Libres |

Die Parkeisenbahn der Île de Loisirs du Port aux Cerises (französisch Le Petit Train du Port aux Cerises) ist eine 2,25 Kilometer lange  Schmalspurbahn mit einer Spurweite von 600 mm in der Parkanlage Île de Loisirs du Port aux Cerises in Draveil im französischen Département Essonne. 

## Streckenverlauf
Die 8,3 km lange Strecke führt vom Gare de la Baignade (an der Gemeindegrenze zu Vigneux-sur-Seine nahe dem Eingang Chemin des Mousseaux) über den Gare du Centre (am Eingang Rue du Port aux Cerises) zum Gare du Port (am Eingang Rond-Point des Français Libres).

## Geschichte
Der älteste Teil der Strecke wurde 1985 eingeweiht. Die Bahn wurde anfangs von Kommunalangestellten und wird nun von der UCPA (Union Nationale des Centres Sportifs de Plein Air) betrieben. Der Verkauf der Fahrkarten erfolgt am Gare du Centre.

## Schienenfahrzeuge
Es gibt bzw. gab folgende Lokomotiven, die in einem für die Öffentlichkeit normalerweise nicht zugänglichen Lokschuppen aufbewahrt werden:
| Hersteller                                             | Nr.       | Baujahr | Name                 | Bemerkungen |
| ------------------------------------------------------ | --------- | ------- | -------------------- | --- |
| Socofer Dieselhydraulische Lokomotive                  |           |         |                      | |
| Decauville-Dampflokomotive                             | N° 1583   | 1915    | Francoise            | - 15. Februar 1915 Druckprobe des ersten Kessels mit Kesselnummer 5419 mit 12,5 bar Wasserdruck. - 4. Februar 1915 Lieferung an das französische Kriegsministerium (Direction des Forges) - 1920er Jahre: Verkauf an die Baugesellschaft Ruvenhorst & Humbert. Dort wurde sie Jeanne genannt und trug die Nummer 36. Sie wurde beim Bau der Bahnstrecke Chorges–Barcelonnette im Département Alpes-de-Haute-Provence eingesetzt - 22. Januar 1968 Verkauf an die Herren Bary und Thoret, Einlagerung und Reparatur bei der Association du Musée des Transports de Pithiviers (AMTP) als Nummer 6 Jeanne - 1968 Verkauf an Herrn Hummel und Einlagerung im Depot von Montcourt. - 14. Juli 1984 Ankunft bei der Chemin de Fer de Vallée de l’Ouche. Kesselprobe am 28. Juli 84 als Nummer 5 Françoise. - 1986 Ankunft im Freizeitpark Port aux Cerise in Draveil als Nummer 1 Françoise - 1987 Kesselprobleme und Stilllegung durch die Bergbaubehörde Service des Mines - 198er Jahre Verkauf an das Département Essonne nach dem Tod von Herrn Hummel - 1989 Generalüberholung in Gray und Kesselreparatur durch das Etablissement de Comtesse in Chaumousey - 1990er Jahre: Entgleisung, bei der sich die Achsen und das Fahrwerk der Lokomotive verzogen |
| Bis 2012: Decauville-Dampflokomotive                   | N° 1646   | 1916    | La Grise (Die Graue) | - 1. September 1916 Druckprobe des ersten Kessels mit Kesselnummer 5520 - 23. September 1916 Lieferung an das französische Kriegsministerium (Direction des Forges) - 1920er Jahre: Steinbrüche von Luzy (Département Nièvre) als Nr. 9 - 1970er Jahre: Wiederherstellung und Einlagerung im Lokschuppen von Foret-le-Roi - 1979 Ankunft bei der Chemin de fer de Saint-Eutrope als Nr. 3.1. Dort wurde die Restaurierung begonnen aber nicht fertiggestellt. Einbau der verzogenen Achsen der Decauville N° 1712/1917 Evry - 2002 Verkauf an CEMNAD - 2012 Verkauf an Train de Rillé |
| O&K-Diesellokomotive                                   | N° 250044 | 1951    |                      | Gebaut in Dortmund-Dorstfeld |
| Comessa (Bauart Gmeinder) Dieselmechanische Lokomotive |           |         | Comessa              | Kaolins de Beauvoir in Échassières |
| Péchot                                                 |           |         |                      | Drei zu Personenwagen umgebaute Péchot-Artillerie-Wagen |
| Socofer                                                |           | 1995    |                      | Drei moderne Ausflugswagen |